# Кругло-Семенцівська сільська рада
Кру́гло-Семе́нцівська сільська рада (рос. Кругло-Семенцовский сельский совет) — сільське поселення у складі Єгор'євського району Алтайського краю Росії.
Адміністративний центр — село Кругло-Семенці.

## Населення
Населення — 519 осіб (2019; 613 в 2010, 699 у 2002).

## Склад
До складу сільської ради входять:
| Населений пункт      | Населення, осіб (2002) | Населення, осіб (2010) |
| -------------------- | ---------------------- | ---------------------- |
| Борисовка, село      | 256                    | 228                    |
| Кругло-Семенці, село | 443                    | 385                    |